# São Bento (Maranhão)
São Bento é um município brasileiro do estado do Maranhão. Localiza-se a uma latitude 02º41'45" sul e a uma longitude 44º49'17" oeste, estando a uma altitude de 2 metros.
O município é sede da Região de Planejamento da Baixada Maranhense e conta com uma população de 45.560 habitantes (IBGE/2016) vivendo em uma área de 468,892 km².

## História

### Origem do nome da cidade
No início do povoamento de origem europeia, sob a invocação de São Bento, frei Manoel Justino Ayres de Carvalho, pregador régio e mestre em filosofia, foi nomeado o primeiro vigário da freguesia, designado para servir a comunidade enquanto os paroquianos não construíssem uma igreja.

#### Tapuitapera, a origem
Pela carta régia de 13 junho de 1621, a Coroa portuguesa criou o Estado do Maranhão, com duas principais capitanias – o Maranhão e o Grão-Pará –, e o subdividiu em outras secundárias, dentre as quais a de Cumã, com Tapuitapera, aldeia-cabeça, tornando-o, assim, separado do Estado do Brasil. Coube o governo de Cumã a Francisco Coelho de Carvalho, que recebeu orientação do Rei para doar terras. E assim, pioneiro do nepotismo, fez, de início, uma generosa dádiva ao próprio irmão, Antônio Coelho de Carvalho, desembargador do Paço.

#### Certidão Terras de Cumã
De 1629, carta de confirma esta que se acha no livro de Tombo da Câmara Municipal desta cidade em caracteres na maior parte ininteligíveis, sobre estar o livro quase em fragmentos pela antiguidade, como acima disse. O referido é verdade Certifico que, examinando o Livro de tombo do arquivo da Câmara Municipal desta cidade, que se acha quase em fragmentos pela sua antiguidade, 1eleencontrei, a folhas 40, do translado da carta de doação da Capitania do Cumã, feita pelo Governador Francisco Coelho de Carvalho a Antônio Coelho de Carvalho e confirmada pelo Rei de Portugal, cujo teor é o seguinte:
“Francisco Coelho de Carvalho, Familiar do Santo Officio no Reino de Portugal, do Conselho de Capitanias, digo dos Estados do Maranhão e Grão-Pará, etc. Faço saber aos que esta minha carta de doação e sesmaria vierem que, havendo respeito ao que na petição atrás escripta diz Antônio Coelho de Carvalho, e a vista das causas que allegar, hei bom bem e serviço de Sua Majestade; e pelos poderes que desta tenho, dar e doar deste dia para sempre e todo, de doação de sesmaria ao dito Antônio Coelho Carvalho para elle e para todos seus sucessores, huma Capitania na Costa do Maranhão, começando a medir na barra do Rio Cumã para o norte cinqüenta léguas que á a repartição que Sua Majestade manda fazer das Capitanias do Brasil, com todos os salgados, pescarias, ilhas e todos as mais pertenços e logradouros dos quais não pagarão pensão nem tributo algun, salvo do dizimo a Deus Nosso Senhor dos fructos que della houve. Em virtude do que lhe mandei passar esta minha carta de doação e sesmaria, que manda se cumpra e guarde inteiramente como nella e em meo despacho se cometem. E mando aos Officiais a que pertencerem dêm posse e demarquem a dita Capintania ao dito Antônio Coelho Carvalho ou a quem seos poderes tiver para que a logrem a possuão, elle e seus herdeiros ascendentes e descendentes, para della e nella facão que lhes parecer e estiver cousa sua própria, que desde há d’hoje sempre; com a condição de que dentre em dous annos primeiros seguintes manda confirmar esta carta de data, pelo Conselho da Fazenda, como Sua Majestade me ordena em provisão que me passou para terras deste Estado do Maranhão, e esta se registrará no L. das dattas dellas, para em todo o tempo constar em como está feita esta mercê ao dito Antônio Coelho de Carvalho. Dada nesta cidade de Bethlem so o meo signal e sinete de minhas armas, em doze de Junho de mil, seiscentos e vinte e sete. O Governador Francisco Coelho Carvalho. E eu, Theodorico Teixeira, Escrivão das ditas demarcações das terras desta conquista, a escrevi.”
“E o que continha em a dita carta de doação e Sesmaria, que desentranei da extensa carta de confirmação feita pelo Rei de Portugal, em quinze de março do que dou fé. Secretário da Câmara Municipal da Cidade de Alcântara, 22 de maio de 1874.
“Caetano Candido Alves Martins.”
Com a morte do primeiro donatário, herdou a Capitania de Cumã um de seus sobrinhos, Antonio Albuquerque de Carvalho. Francisco Albuquerque Coelho de Carvalho, o terceiro donatário, sentindo a necessidade de a Câmara de Tapuitapera possuir renda própria, instituiu como patrimônio dela, todas as terras capazes de criar gado, desde o Periaçu até Ibacá (Viana), fato passado do no dia 2 de junho de 1742, em Lisboa.
Com a extinção da Capitania de Cumã, pela carta régias de 1° de junho de 1754, o donatário foi idealizado com terras transferidas ao ouvidor-mor da Capitania do Maranhão, Manoel Sarmento.

#### Localização

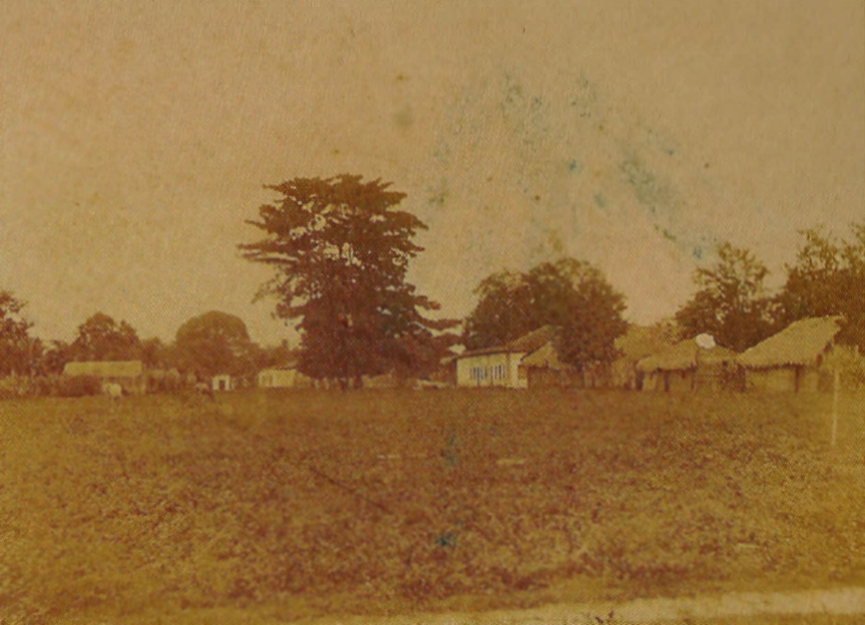
Fotografia de São Bento de 1908.

Foi num pedaço dessa área de Tapuitapera, também chamada de aldeia dos Americanos, à latitude S-2°, 40'00, logitude W Gr 44° 43'30, rumo OWO, altitude 70 metros, que o português natural de Trás-os-Montes e Alto Douro, João Alves Pinheiro, vindo de Alcântara pelos idos entre o terceiro e último quartel do século XVIII, descobriu as terras boas que procurava para instalar-se.
Fascinado pela beleza e fartura do lugar, escolheu, para montar sua fazenda, um terreno entre a atual praça Cônego Barros e a Rua Deputado José Araújo, local já sem vestígio desde o início do século XX, conforme afirmação de Elisabetho Barbosa de Carvalho. Entre os são-bentuenses mais antigos, um deles, o provisionado Joaquim Silvestre Trinta, escreveu que João Alves Pinheiro montou fazendola na Enseada da Bertúlia, asseverando ainda que, já havendo aí outros habitantes, Pinheiro apenas tomou posse da terra, notícia que desencontra com a de João Clímaco Lobato, em "Ministérios da Vila de São Bento".
Com o decorrer dos anos, depois de 1798, naturalizou-se brasileiro e passou a chamar-se João Alves Pinheiro Cauaçu, acrescentando, ao próprio nome, a palavra que designa essa árvore nativa.
O capitão e advogado Walter Reis Pinheiro, um dos muitos descendentes de João Alves, confirma que o fundador possuiu uma outra fazenda no Cauaçu, povoado pertence a Palmeirândia. Resta-nos saber se a denominação desse lugarejo originou-se de João Alves Pinheiro Cauaçu, ou se é anterior à chegada desse pioneiro àquele lugar, onde, provavelmente, predominou essa frutinha, até poucas décadas existentes nos matagais e terrenos baldios, sobretudo no mato de Cotinha de Benício.
Sobre João Alves Pinheiro (Cauaçu), podemos afirmar que realmente era natural da Província de Trás-os-Montes, da freguesia de Manfort, Bispado de Miranda, e que nasceu por volta de 1737. Casou-se com Ana Maria da Encarnação, natural de São Bento. Dos seus filhos, são comprovados Elias Antônio Pinheiro, pai de Manoel Avelino Pinheiro e de Marcos Antônio Pinheiro; João Pinheiro e Brás Alves Pinheiro, pai do padre Raimundo Pedro Alves Pinheiro e de Francisco Martino, Ana Maria do Rosário Alves Pinheiro.
Joaquim Trinta ensina, ainda, que, em companhia do colonizador, vieram dois irmãos. Um se chamava João Aleixo Pinheiro, deslocou-se para as bandas do Pericumã. Segundo a mesma fonte, o dito João Alves Pinheiro Cauaçu mandou vir do Reino outro seu amigo, o cidadão Manoel Luis Bittencourt, de origem francesa, descentes direto da Casa dos Drumont. Trazendo, consigo, escravos de Angola, Lourenço Marques e outros da África, Bittencourt localizou-se no Oratório de Palmeira, assim denominado em razão de frei Gabriel Malagrida, hospedado em São Roque, haver, aí, encontrado a imagem de Santo Antônio numa folha de palmeira. Instalado com grande criação de gado, o mesmo Bittencourt atraiu muitos habitantes de Alcântara.
O Imparcial, jornal de São Bento, edição de 19 de fevereiro de 1922, incluiu, também, os fazendeiros José Alexandre Soares e Clara Costa Leite Viegas, esta, possuidora de fazenda no Tubarão. Ela deve ter mandado cavar o tanque da Viega, próximo à antiga Matança, existente nos anos 1950. São seus descendentes os das Belas Águas, da famosa farinha desse nome, dona Zuila Viegas Vale, mãe de Arquimedes, Nei, Manoel Carlos Viegas Vale, Raimundo, Junior, Lúcia e Mary Vale; José Viegas (pai dos médicos Manoel e Cybele e do decorador Jeová Brito Viegas), dos irmãos José Raimundo Dias, Zilair e Neide; Jarson e Sebastiana Viegas Matos, Clemente (Clé) Viegas, José Fernando Soares Dias e Weligton.

## Geografia
Distante 300 quilômetros de São Luis, há acesso via terrestre para São Bento e por meio da travessia de Ferry-boat até o povoado de Cujupe (Alcântara), depois o de Três Marias, seguindo na MA 014, sentido oposto da cidade de Pinheiro.
São Bento se localiza na Microrregião da Baixada Maranhense, dentro da Macrorregião Norte do Estado. Sua população é estimada em 45.044 mil habitantes, de acordo com o último censo. Possui uma área territorial de 459 quilômetros quadrados, com os limites: ao Norte, o município de Palmeirândia; Leste, Cajapió; ao Sul, São Vicente Ferrer; e, a Oeste, o município de Pinheiro.
São Bento tem território pouco acidentado, com apenas pequenos morros, entre os quais o de São Carlos, divisa entre os municípios de Pinheiro e Peri Mirim.

## Artesanato
Com uma criatividade aguçada, o artesanato do município é destaque em todo o Estado, com qualidade incomparável. Todo material usado na pesca no dia-a-dia é feito artesanalmente, assim como uma infinidade de utensílios. Mas, o que se destaca são as redes feitas a fio ou linha, material produzido pelas próprias mãos das mulheres rendeiras, com cores e um charme não encontrado em outros lugares.

## Curiosidade
Em São Bento estão as raízes da família do ex-presidente da República, José Sarney. A casa onde moraram seus antepassados, construída por seu avô, será transformada em museu, casa de cultura do município, onde são encontradas algumas peças bem antigas e um pouco da história da família Araújo Costa.
Lendas e Mitos:
São Bento é envolta em muitas lendas, histórias/estórias que muitas vezes têm sido motivo de gozação, devido a um episódio do passado envolvendo uma personalidade da cidade. Hoje os homens que por ali passaram são questionados se visitaram ou passaram no “Poção”. Pois contam que quem lá banha ou passa perto tem sua personalidade modificada, transformando-se em um indivíduo afeminado. Outros dizem que até avião que sobrevoa a área muda o barulho do motor, passando a ruir mais fino. Gozação à parte, sabe-se que o conjunto de poços em questão serviu para abastecimento de água potável da cidade por muito tempo.

## Cultura
A cultura local, é mostrada principalmente na época junina, com as danças folclóricas e bumba-meu-boi.
Dentre os Bumba-meu-boi existentes na cidade, os principais são:
Bumba-Meu-Boi Mimoso,
Bumba-Meu-Boi Tradição,
Bumba-Meu-Boi de Cofo, Bumba-Meu-Boi Encanto de São Bento e outras danças de menor expressão.

## Economia
A economia do município é, basicamente, de subsistência, com produção de arroz, milho, feijão, mandioca e extração da amêndoa de babaçu. Sua pecuária é constituída da criação de gado bovino, bubalino, suíno, caprino, entre outras atividades e, por ser referência na região, São Bento detém um comércio variado, servindo as cidades mais próximas. Outra atividade bastante expressiva é a pesca artesanal praticada nos campos alagados que cercam a cidade.

## Turismo

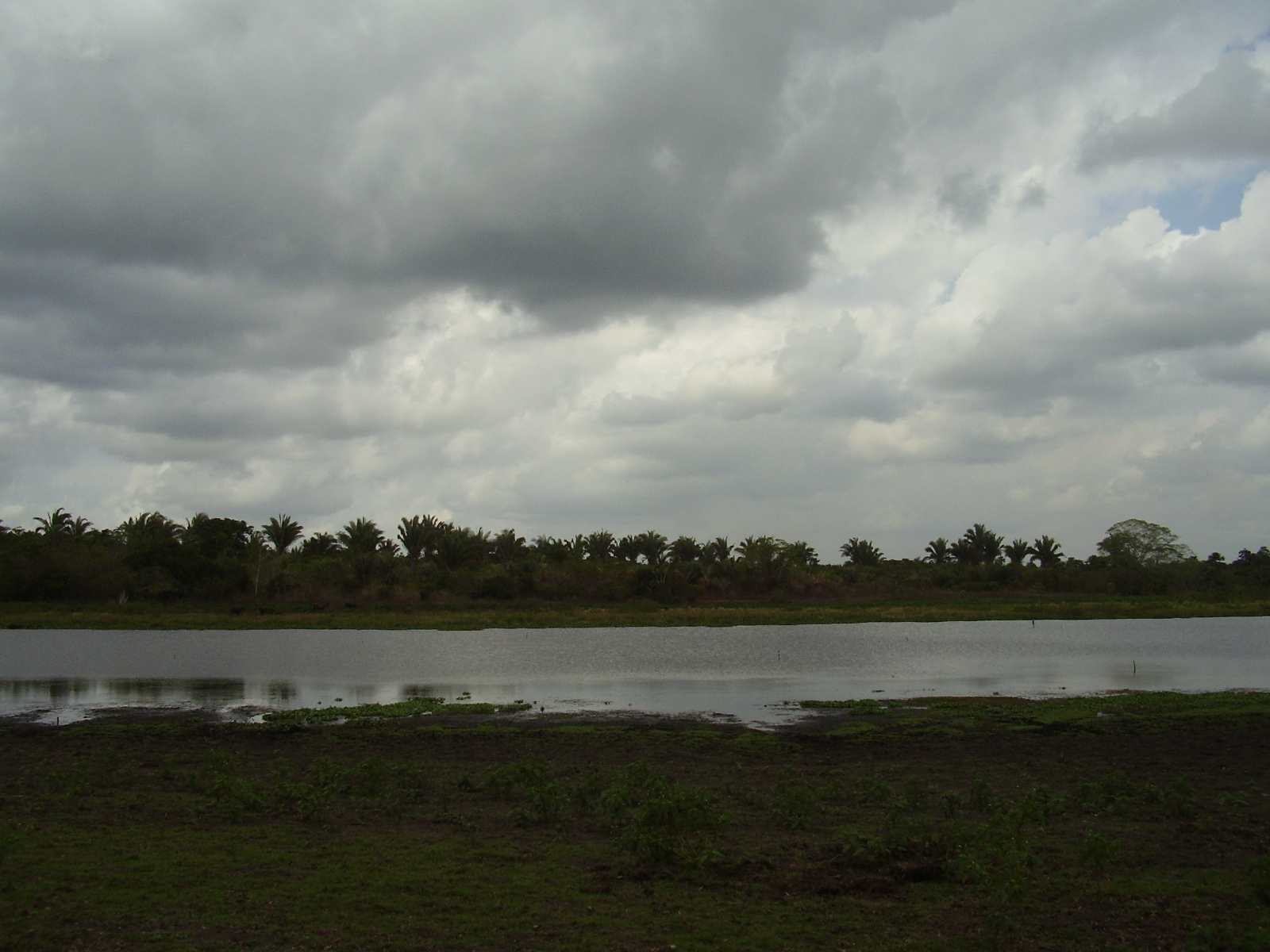
Foto que mostra parte da ilha flutuante.

São Bento é um município Maranhense com potencial turístico muito elevado, com a existência dos Campos Alagados, que no inverno tornam-se um verdadeiro Pantanal. Os campos alagados são atrativos da região, que despertam interesse pela sua beleza natural. O igarapé Vale do Conduru é uma escavação feita pelo sambentoense professor Conduru, com a finalidade de fazer a comunicação da cidade com a baía de São Marcos, outrora bastante usado pela comunidade para entrar e sair de São Bento. É navegável por barco à vela e pequenas embarcações a motor. O mesmo sofre influência da maré no seu volume de água doce, podendo chegar a 20 metros de largura por 5 metros de profundidade. A lagoa de Sororoca, no povoado do mesmo nome, é coberta de vegetação movediça que algumas pessoas falam mover-se ao sabor do vento. Lá são encontrados animais lacustres diversos, entre os quais lontras, jacarés e garças.
Nesse mesmo local, há uma ilha flutuante, que flutuava durante todo o dia em um lado da lagoa, e amanhecia em outro. A ilha não se move mais, provavelmente devido ao fato de a lagoa estar secando ou por estar presa à terra pelas raízes das árvores.

## Atrativos culturais
São Bento, desde os primórdios, participou ativamente nas artes e literatura do Estado. Em 1854, o francês Antonio Alexandre Bucello constituiu um pequeno teatro que teve vida curta. Mas, em 1865, o Dr. Benedito de Barros, João Novais, João Miguel e o major Antonio Raimundo fizeram uma sociedade teatral com o nome de Recreio Dramático.
Os amantes das letras tiveram a ideia de escrever, a mão, um pequeno jornal, O São Bento, que durou 9 edições. Destas, somente três foram datilografadas. Depois do São Bento, surgiram outros jornais, entre eles, O Luz, também escrito manualmente. Em seguida, veio O Laço, jornalzinho humorístico redigido pelos jovens Sarney Costa, Antonio Carvalho e Ivan Araújo. O município se tornou um celeiro cultural, surgindo inúmeros outros jornais, teatros e manifestações culturais.

## Festejos religiosos/festas

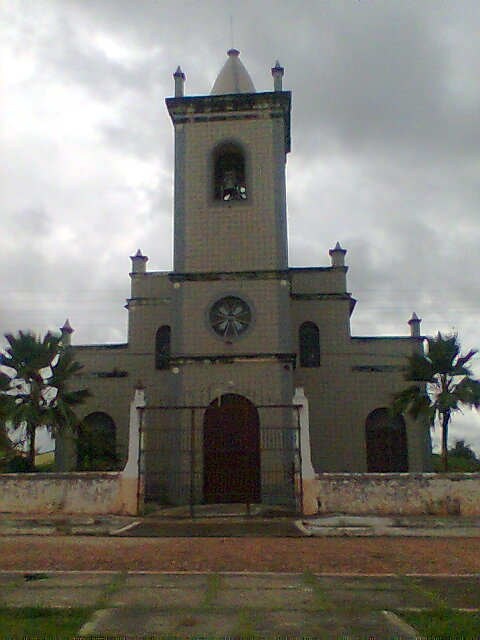
Igreja Matriz de São Bento.

Atraindo fiéis de toda a baixada maranhense, os festejos religiosos de São Bento são espetáculos de fé aos católicos e devotos, que todos os anos ali chegam para reverenciar a Nossa Senhora dos Remédios no tradicional festejo do Remedinho, que acontece sempre no último final de semana de outubro. Há todo um ritual e pompa do largo montado na Praça da Igreja que é construída em estilo barroco, com seu altar original do tempo de capela. Já o festejo de São Bento, padroeiro da cidade, acontece sempre na segunda quinzena de dezembro.
Não podemos esquecer também do grande festejo de São Roque, uma festa de grande manifestação religiosa (acontece nas duas primeiras semanas de agosto) que é realizado num povoado (que recebe o mesmo nome do santo) distante da cidade, o Festejo de São Benedito, que e realizado no bairro que leva o nome do santo, com sua igreja de estilo Barroco, pois essa grande festa acontece no largo da igreja de São Benedito e se constitui ao longo de emediações com festas e brincadeira e suas ladainhas ao longo de três dias. Há também as festas juninas com grandes manifestações culturais promovidas através de grupos como: tambor de crioula, bumba-meu-boi, boi de matraca dentre outras.
O carnaval de São Bento atrai brincantes de todo Estado, por ser alegre e criativo, onde o folião tem opção de brincar em praça pública ou clube. Outro ponto alto das manifestações culturais do município são as festas juninas, com bumba-meu-boi, quadrilhas, cacuriá, tambor de crioula, entre outras manifestações.

## Infraestrutura/culinária
O município é considerado um dos mais importantes da baixada maranhense. Na cidade há pequenas pousadas e hotéis, com um atendimento razoável aos padrões da região. Existe também rede bancária, agência dos correios, lanchonetes, bares e restaurantes que servem as iguarias próprias do local.
A culinária tem sabor bem característico à base de peixes da água doce, como acará, piranha, jeju, traíra, bagrinho, entre outras espécies. Mas, uma das iguarias prediletas do Sambentoense é o mussum, semelhante ao enguia que, dependendo da época do ano, pode-se encontrar em abundância nos campos alagados.
Outros pratos que compõem a mesa são arroz de toucinho, galinha caipira, entre outras opções. Mais uma iguaria bastante apreciada pelos Sambentoense, não importando o lugar que esteja, é a Jaçanã, servida na mistura ao arroz branco e temperado. Por ser uma ave de arribação, que migra do Canadá para esta região do País, hoje a comunidade está orientada, pelo IBAMA e outras entidades que cuidam do meio ambiente, a não comprá-la, ou consumi-la devido ao crescente perigo de extinção da espécie.

## Pontos altos
Os Campos alagados de São Bento têm uma beleza ímpar, além da receptividade do Sambentoense, com seu jeito singelo de receber, faz da cidade um lugar afável, ainda mais se o visitante provar as comidas da região.

## Bairros
Outra Banda, Porto Grande, Matriz, Tupy, Centro, São Judas, São Cristovão, Mutirão, Isaaclândia, Alegre, Aeroporto, São Benedito, Fomento, São Manuel, São Lourenço, Rosendão, Monte Sinai, São Manoel, Rosendão, Grajaú.

## Povoados
Dentre os principais povoados do Município, estão, Sororoca, Olho D'água dos Moraes, Olho D'água dos Gomes, Belas Águas, Conceição, Outeiro de Maria Justina, Campinho, São Jerônimo, Poleiro, Tucum, Outeiro de Paulo Macaco, Olho D'água dos Martins, Macajubal, Centrinho, Iguarapiranga I, II e III, Santa Maria, Belém, Santa Rita etc.